# Samuel I. Stupp
Samuel Isaac Stupp (nascimento em 9 de janeiro de 1951, San José, Costa Rica) é um professor de Ciência de materiais, Química e Medicina da Universidade do Noroeste, em Chicago, IL. Ele é mais conhecido por seu trabalho em materiais de auto-montagem e química supramolecular. Uma de suas descobertas mais notáveis é uma ampla classe de peptídeos anfifílicos que se auto-montam em nanofibras de alta proporção com extensas aplicações em medicina regenerativa. Ele também fez contribuições significativas para os campos da química supramolecular, nanotecnologia e materiais eletrônicos orgânicos. Stupp tem quase 500 publicações revisadas por pares e foi um dos 100 químicos mais citados na década 2000-2010, tendo recebido em 2020 o Prêmio de Nanociência da International Society for Nanoscale Science, Computation, and Engineering. Ele dirige o Simpson Querrey Institute for BioNanotechnology e Energy Frontiers Research Center for Bio-Inspired Energy Science na Universidade Northwestern e é membro da Academia Nacional de Engenharia, Academia de Artes e Ciências dos Estados Unidos e da Real Academia Espanhola de Engenharia.

## Educação e carreira acadêmica

### Vida pregressa e educação
Stupp nasceu em San José, Costa Rica, filho de imigrantes judeus da Europa Oriental. Ele estudou o ensino médio no Liceu de Costa Rica, e em 1968 foi para os Estados Unidos para frequentar a Universidade da Califórnia, Los Angeles (UCLA), onde se formou bacharel em química em 1972. Posteriormente, ele foi para a Universidade northwestern e obteve seu PhD sob orientação de Stephen Carr em 1977, estudando as origens moleculares da polarização elétrica em polímeros.

### Pesquisa na UIUC
Stupp começou sua carreira de pesquisa independente em 1977 como professor assistente na Northwestern University, mas depois de três anos mudou-se para a UIUC, onde ocupou vagas em Ciências e Engenharia de Materiais, Química e Bioengenharia. Na UIUC sua pesquisa se concentrou em química de materiais e auto-montagem.

### Pesquisa na Northwestern
Em 1999, Stupp retornou à Universidade de Northwestern como professor de Ciência de Materiais, Química e Medicina. Em 2000, ele também foi nomeado diretor do recém-formado Instituto de Bionanotecnologia em Medicina (IBNM) no campus da faculdade de medicina da northwestern, centro de Chicago.
Uma das maiores descobertas de Stupp ocorreu logo após sua chegada a Northwestern. Em 2001, Stupp e o pós-doutorando Jeffrey Hartgerink descobriram uma nova classe de peptídeos anfifílicos com a capacidade de se auto-montar em filamentos na ordem de nanoescala, os quais imitam componentes da matriz extracelular. Consistindo de uma cauda hidrofóbica de grupos alquila inserida em seqüências de peptídeos especialmente projetados, esses peptídeos anfifílicos formam espontaneamente nanofibras de alta proporção na água que podem apresentar densidades extremamente altas de sinais biológicos em sua superfície. Essas moléculas revolucionaram o campo dos materiais bioativos para a medicina regenerativa, com potenciais aplicações em regeneração de ossos, e cartilagens , angiogênese para isquemia ou doença arterial periférica, terapia oncológica, novas terapias para doenças neurodegenerativas, diferenciação de células-tronco, lesão medular, diabetes, e muitas outras áreas.
Além disso, o laboratório de Stupp está buscando desenvolver pesquisas fundamentais sobre auto-montagem hierárquica, novos materiais para energia solar e sistemas catalíticos de auto-montagem.

## Conquistas profissionais
Stupp publicou mais de 300 artigos em revistas científicas altamente respeitadas, como Science, Nature, Journal of the American Chemical Society e Proceedings of the National Academy of Sciences of the United States of America (PNAS). Ele detém mais de 20 patentes, e abriu uma empresa, “Nanotope”, para comercializar a tecnologia de peptídeos anfifílicos de seu grupo. Stupp também foi listado pela Thomson Reuters como um dos 100 químicos mais citados da década 2000-2010. Ele foi mentor de centenas de estudantes de pós-graduação e pós-doutorado ao longo de sua carreira.
Stupp ganhou inúmeros prêmios ao longo de sua carreira, incluindo o Prêmio do Departamento de Energia por melhor realização científica em química de materiais, o prêmio Humboldt para cientistas seniores dos EUA, o prêmio da medalha da Sociedade de Pesquisa de Materiais e o prêmio da Sociedade Americana de Química em química de polímeros. Ele é membro de várias sociedades profissionais, incluindo a Sociedade de Pesquisa de Materiais, o Congresso Mundial de Biomateriais, a Associação Americana para o Avanço da Ciência e a Sociedade Americana de Física. Possui um diploma honorário e é professor distinto da Universidade de Tecnologia de Eindhoven, além de um diploma honorário da Universidade Nacional da Costa Rica. Foi professor visitante na Universidade de Estrasburgo (convidado de Jean-Marie Lehn) e detem o Juliot Curie Professorado na Escola Superior de Física e Química Industrial (École Superieure de Physique et de Chimie Industrielles- ESPCI Paris), (convidado do falecido Pierre-Gilles de Gennes) e também é membro do professorado visitante Merck-Karl Pfister em Química Orgânica no MIT (Massachusetts Institute of Technology) . Atuou em inúmeros conselhos científicos nos EUA e na Europa e também é membro de vários conselhos editoriais de revistas científicas. Mais recentemente, em 9 de fevereiro de 2012, ele foi eleito para a Academia Nacional de Engenharia.
Em 2001, ele presidiu a primeira revisão da Iniciativa Nacional de Nanotecnologia a pedido do Conselho Econômico da Casa Branca e da Academia Nacional de Engenharia. Ele deu uma das palestras plenárias na reunião de primavera em 2012 da Sociedade Americana de Química (American Chemical Society-ACS) sobre o tema "Química para Medicina Regenerativa", e foi premiado com o Prêmio Ronald Breslow de 2013 por Realização em Química Biomimética pela ACS.

## Vida pessoal
Stupp casou-se com Dévora Grynspan em 1972. Atualmente eles residem em Chicago, IL. Sua irmã, Roxana Stupp, também reside em Chicago e trabalha como diretora do Centro de Recursos para Deficientes na Universidade de Illinois em Chicago.